# Eastmanalepes primaevus
Eastmanalepes primaevus è un pesce osseo estinto, appartenente ai carangidi. Visse nell'Eocene medio (circa 48 milioni di anni fa) e i suoi resti fossili sono stati ritrovati nel famoso giacimento di Bolca, in Italia.

## Descrizione
Questo pesce era piuttosto simile agli odierni rappresentanti del genere Caranx (e infatti venne inizialmente classificato all'interno di questo genere), ma se ne differenziava per alcune caratteristiche. La prima pinna dorsale era particolarmente alta e dotata di raggi allungati e robusti, mentre la seconda pinna dorsale era inizialmente alta per poi abbassarsi e decorrere fino alla coda, in modo simile a quella dei Caranx attuali. La differenza più sostanziale, tuttavia, era data dalla presenza di una serie di pesanti scudi ai fianchi, costituiti da scaglie di altezza crescente lungo la linea laterale, che si originavano nella parte anteriore del corpo per terminare in enormi strutture alte che ricoprivano la maggior parte del fianco dell'animale, fino a giungere alla coda. 

## Classificazione
I primi fossili di questo pesce, rinvenuti nella famosa Pesciara di Bolca (provincia di Verona), furono inizialmente attribuiti da Eastman nel 1904 a una nuova specie del genere Caranx (C. primaevus), e solo nel 1984 Bannikov ritenne di poter istituire un genere nuovo per questa forma. Eastmanalepes era probabilmente imparentato con altri carangidi estinti, quali Eothynnus e Teratichthys. 